# Stylophoronychus insularis
Stylophoronychus insularis är en spindeldjursart som först beskrevs av Flechtmann 1981.  Stylophoronychus insularis ingår i släktet Stylophoronychus och familjen Tetranychidae. Inga underarter finns listade i Catalogue of Life.